# Eberhard Fraas

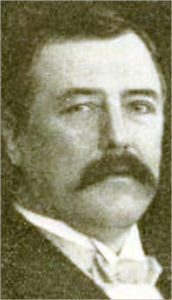
Retrato de Eberhard Fraas, 1915.

Eberhard Fraas (26 de junio de 1862—6 de marzo de 1915) fue un científico, geólogo y paleontólogo alemán, trabajó como curador en el Museo Estatal de Historia Natural de Stuttgart, y descubrió fósiles de dinosaurios de la formación tendaguru en el África Oriental Alemana (actualmente Tanzania), el dinosaurio Efraasia minor lleva su nombre.

## Biografía
Fraas nació en Stuttgart, hijo de Oscar Fraas, fue curador y profesor del departamento de geología y paleontología del Real Gabinete Natural de Württemberg. Después de asistir al Gymnasium, estudió en la Universidad de Leipzig con Hermann Credner y Ferdinand Zirkel, y más tarde en Munich con Karl Alfred von Zittel, August Rothpletz y Paul Groth. Ahpi recibió su doctorado en 1886 con una disertación sobre la estrella de mar jurásica. Su trabajo geológico le permitió publicar el primer relato coherente sobre la historia del Alpes.
En julio de 1888, recibió su segundo doctorado en la Universidad de Munich, y en 1891 se convirtió en asistente en el Museo Estatal de Historia Natural de Stuttgart. En 1894 se convierte en curador del departamento geológico, paleontológico y mineralógico. En esa capacidad, fue responsable de una multitud de mapas geológicos de su Suabia natal. Muchos de estos se publicaron en cooperación con Wilhelm Branco —quien más tarde cambiaría su nombre a Wilhelm von Branca—. Fraas también fue curador de las colecciones de minerales de Friedrich Alfred Krupp, y le enseñó desde 1898 hasta su muerte en 1902.
Viajó a España, a la isla de Cerdeña, la península de los Balcanes, el oeste de América del Norte en 1901, Egipto y Siria entre 1897 y 1906 y finalmente en 1907 en el África Oriental Alemana, ampliaron su visión y llenaron el museo de nuevas adquisiciones.
Su descubrimiento de los dinosaurios en el África Oriental generaría muchas expediciones a la formación Tendaguru, primero por el Museo de Historia Natural de Berlín y por instituciones británicas una vez que los alemanes perdieron el control de la colonia después de la Primera Guerra Mundial.
Fraas murió inesperadamente por disentería, el 6 de marzo de 1915 en Stuttgart, había contraído mientras estaba en el África Oriental.

## Legado
Fraas se conmemora con el nombre científico de una especie de lagarto de Asia occidental, el Parvilacerta fraasii.

## Obras
- Die Asterien des Weissen Jura von Schwaben und Franken : Mit Untersuchungen über die Structur der Echinodermen und das Kalkgerüst der Asterien. Palaeontographica 32: 229 – 261, Stuttgart : E. Schweizerbart (Koch), 1886
- Die Labyrinthodonten der schwäbischen Trias. Palaeontographica 36: 1-158, Stuttgart: E. Schweizerbart (Koch), 1889
- Scenerie der Alpen. 325 S., Leipzig: Weigel, 1892
- Die Triaszeit in Schwaben ; Ein Blick in die Urgeschichte an der Hand von R. Blezingers geologischer Pyramide. 40 S., Ravensburg: O. Maier, 1900
- Die Meer-Crocodilier (Thalattosuchia) des oberen Jura unter specieller Berücksichtigung von Dacosaurus und Geosaurus. Palaeontographica 49 (1): 1-71, Stuttgart: E. Schweizerbart, 1902
- Führer durch das Königliche Naturalien-Kabinett zu Stuttgart Teil 1: Die geognostische Sammlung Württembergs im Parterre-Saal, zugleich ein Leitfaden für die geologischen Verhältnisse und die vorweltlichen Bewohner unseres Landes. 82 S., Stuttgart: E. Schweizerbart, 1903
- Neue Zeuglodonten aus dem unteren Mitteleocän vom Mokattam bei Cairo. Geologische und Palaeontologische Abhandlungen, N.F. 6 (3): 1-24, Jena: Fischer, 1904
- Der Petrefaktensammler: ein Leitfaden zum Sammeln und Bestimmen der Versteinerungen Deutschlands. 249, 72 S., Stuttgart: K. G. Lutz, 1910
- Branca, W., Fraas, E.: Das vulcanische Ries bei Nördlingen in seiner Bedeutung für Fragen der allgemeinen Geologie. Abhandlungen der Königlich Preussischen Akademie der Wissenschaften zu Berlin: 1-169 S., 1901
- Branca, W., Fraas, E.: Das kryptovulcanische Becken von Steinheim. Abhandlungen der Königlich Preussischen Akademie der Wissenschaften zu Berlin: 1-64, 1905
- Proteroehersis, eine pleurodire Schildkröte aus dem Keuper. Jahreshefte des Vereins für Vaterländische Naturkunde in Württemberg, 69, S. 13-90. Online verfügbar. Universität Frankfurt.